# Juan Carlos I (L-61)
El Juan Carlos I (L-61), catalogat inicialment com a «Vaixell de Projecció Estratègica», és un vaixell d'assalt amfibi del tipus LHD de l'Armada Espanyola botat el 10 de març de 2008 per l'empresa espanyola Navantia,que rep el seu nom en honor del rei Joan Carles I d'Espanya. Aquest vaixell és el de major grandària i tonatge que hagi tingut mai l'Armada Espanyola.
Va ser donat d'alta en la Lista Oficial de Buques de la Armada i va passar a tercera situació a partir del dia 30 de setembre de 2010, amb la designació de L-61 Juan Carlos I, per resolució 600/14700/2010, de 16 de setembre, de l'Almirall General Cap d'Estat Major de l'Armada, publicada en el Boletín Oficial de Defensa el 28 del mateix mes. En aquesta data va ser lliurat a l'Armada per Navantia en presència del seu epónim, el rei Juan Carlos I.

## Descripció

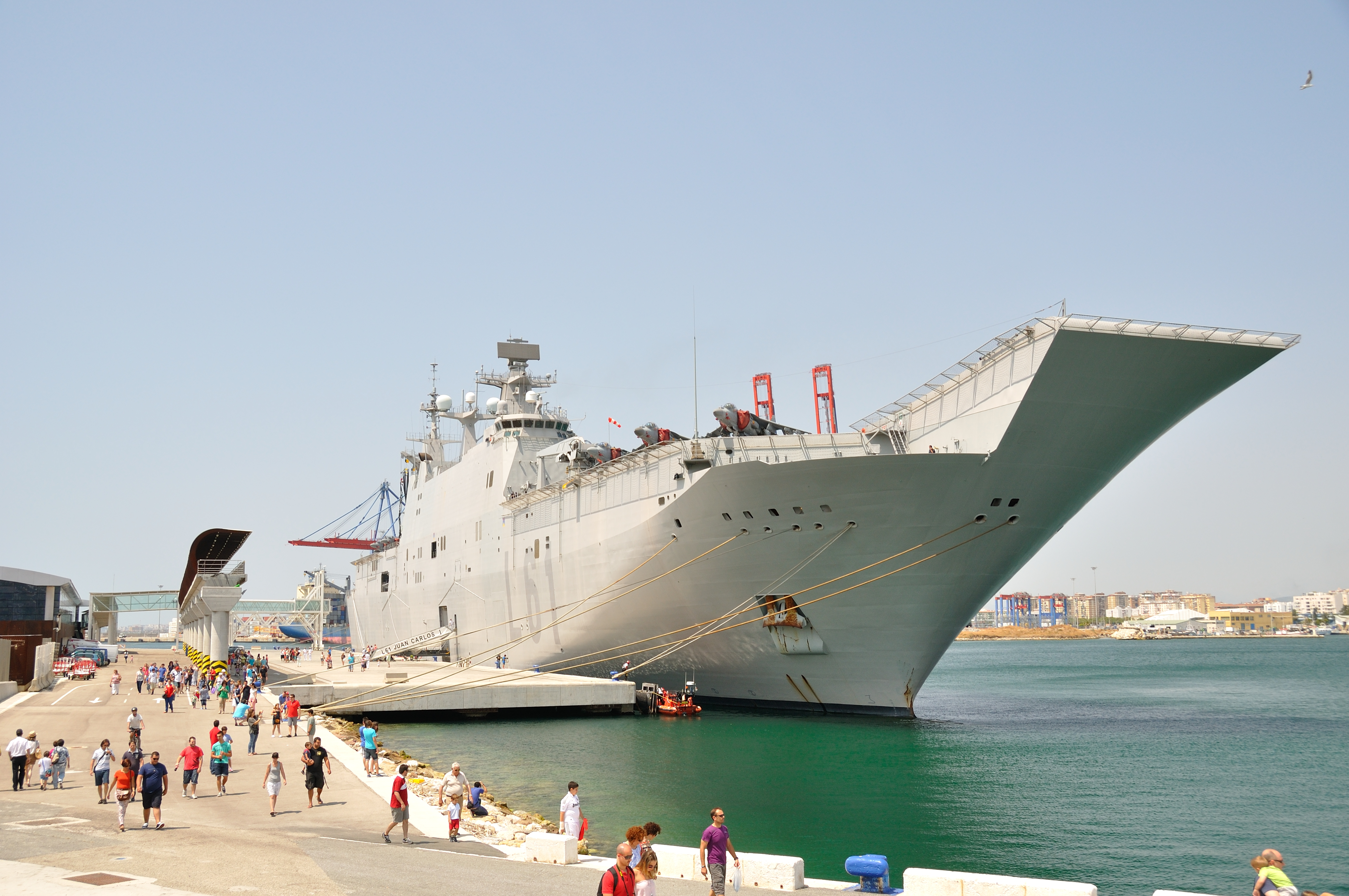
Vista per la amura d'estribord.

El Juan Carlos I és un vaixell de guerra multipropósit, de l'Armada Espanyola, similar als LHD nord-americans de la Classe Wasp, amb l'afegit del ski-jump a proa per millorar les capacitats de càrrega de combustible i armament dels avions V/STOL, a més d'un nou sistema de propulsió elèctric de llarga autonomia. El disseny va ser aprovat al setembre de 2003 i Navantia Ferrol va començar la construcció el 20 de maig de 2005. La construcció del vaixell ha suposat una càrrega de treball de 3.100.000 hores a les quals s'ha d'afegir 775.000 hores més d'enginyeria.
La construcció del BPE (Buque de Proyección Estratégica) s'enquadra en un marc històric d'augment dels pressupostos i l'assumpció gradual de majors responsabilitats internacionals per part d'Espanya. El nou vaixell ha d'exercir un paper important en la flota. Una plataforma que té un rol dual:
- Donar suport a la mobilitat dels infants de marina, com a complement de la resta del Grup Amfibi. Aquest n'és el rol primari, com testifica la numeració, L-61. Té capacitat per permetre completar la projecció d'una Brigada conjunta d'Infanteria de Marina.
- Realitzar funcions de transport estratègic de les forces de terra.
- Entre les seves funcions previstes, estava la d'actuar com a plataforma alternativa del portaavions Príncep d'Astúries per operar l'aviació embarcada, quan aquest estigués immobilitzat per obres. Després de l'anticipada baixa al febrer de 2013 del Príncep d'Astúries el Juan Carlos I és l'únic amb capacitat d'operar aeronaus d'ala fixa en l'Armada espanyola.

La seva funció s'emmarca dins de l'estructura de la Flota de l'Armada en un sòlid Grup de Projecció, amb unitats aeronavals i amfíbies (així com els dos naus de suport logístic). També s'alinea amb el canvi estratègic de la US Navy, en apostar per les «brown waters» i la «litoral warfare», abandonant el caràcter exclusiu que han tingut les «blue and green waters» i el control de grans extensions de l'oceà. L'Armada espanyola ha redefinit també la seva estratègia com una força que projecti el seu poder en el litoral i sobre la costa i, presumiblement, cap a l'interior. Per això cal potenciar les capacitats amfíbies amb naus modernes i polivalents per a operacions de pau, amfíbies o humanitàries. No ha d'oblidar-se que al costat de l'entrada en servei d'aquest vaixell s'ha realitzat la potenciació de la Infanteria de Marina Espanyola amb noves llanxes LCM-1I, vehicles MOWAG Piranha, míssils Spike entre d'altres.

### Dotació
La tripulació està al voltant dels 243 efectius, amb equips i elements d'ajuda per 1200 soldats.
- Dotació pròpia: 247
- Estat Major: 103
- Personal Força de Desembarcament: 890
- Grup Naval de Platja: 23
- Dotació Unitats Aèries Embarcades: 172.

### Operacions amfíbies
Posseeix una coberta inundable amb capacitat per allotjar fins a quatre transports de desembarcament amfibi LCM-1I i quatre supercat o un «hovercraft» LCAC (landing craft, air cushion). Així mateix compta amb un hospital amb dues sales d'operacions, sala d'odontologia, infermeria, UCI, rajos X, laboratori, farmàcia. El garatge i l'hangar estan construïts en dos nivells de 6.000 m² i són espais versàtils, amb capacitat per 6.000 t de càrrega cadascun:
- Garatge de vehicles pesants amb 1.410 metres quadrats.
- Garatge de vehicles lleugers de 1.880 metres quadrats.
- Hangar: 990 m²
- Municions: 600 m².

### Operacions aèries

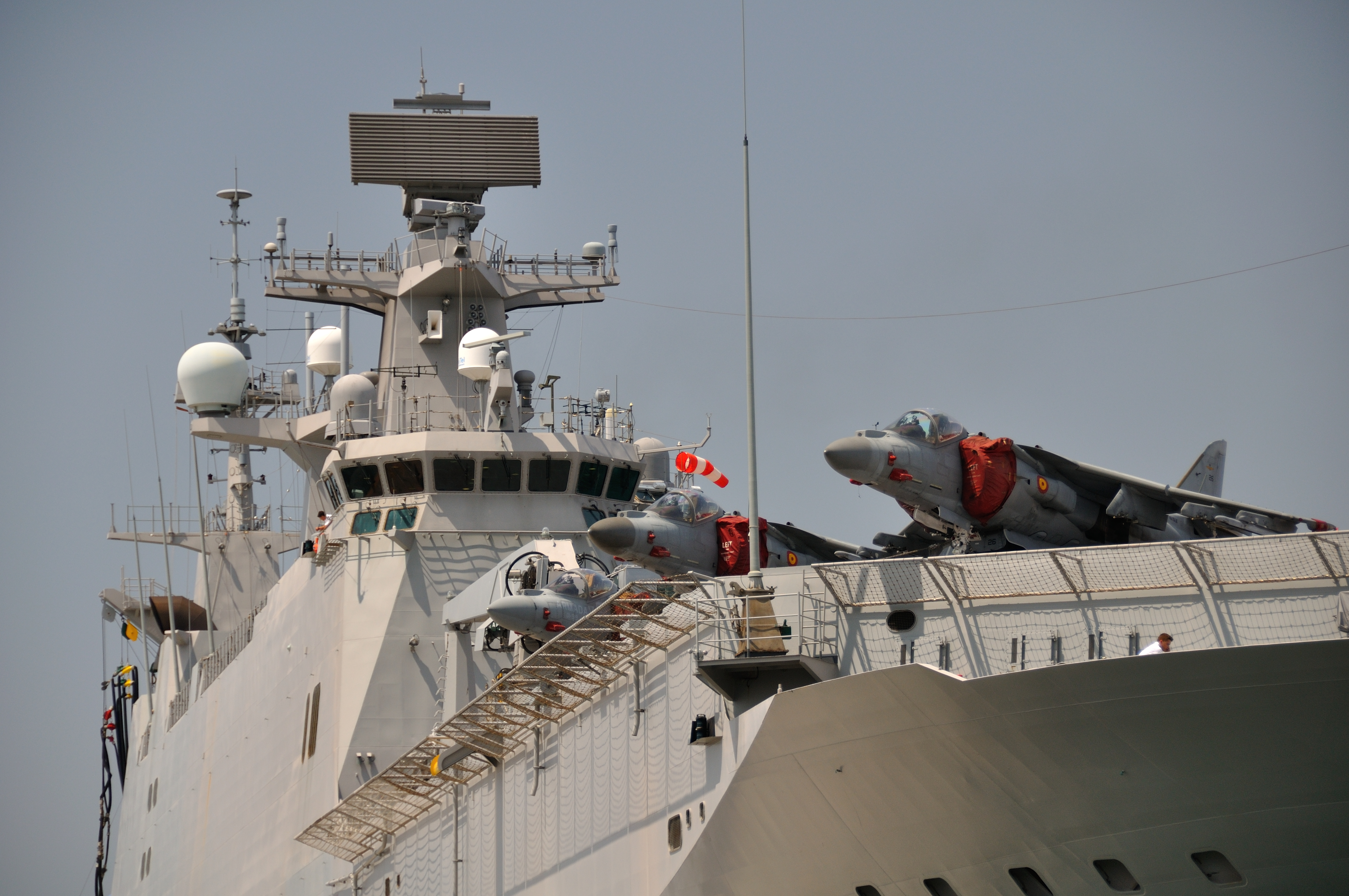
Aeronaus estacionades sobre la coberta del vaixell.

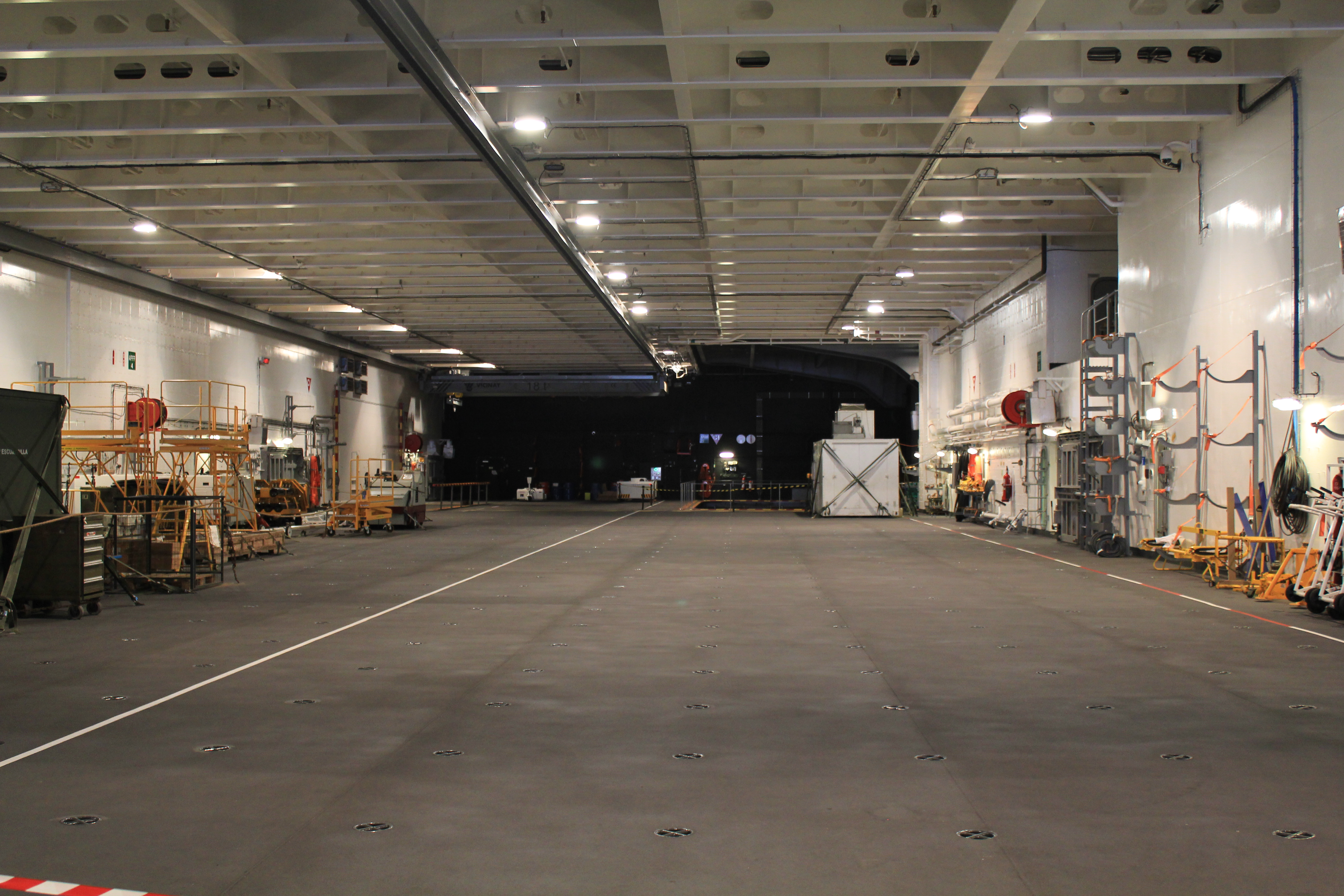
Hangar d'aeronaus del Juan Carlos I.

Compta amb dos ascensors amb capacitat per operar JSF. El vaixell disposa així mateix d'una coberta de vol de 202 × 32 metres amb ski-jump de 12 graus d'inclinació amb les següents capacitats de preses en coberta:
- Sis punts de presa per Harrier, F-35B o helicòpters.
- Quatre punts per a la presa d'helicòpters pesats CH-47 Chinook.
- Quatre punts de presa per a V-22 Osprey.[4]

Capacitat d'operar fins a 19 avions AV-8B o 30 helicòpters NH-90 o 10 helicòpters pesats CH-47 Chinook o 12 helicòpters NH-90 i 11 avions AV-8B entre helicòpters NH90 i Chinook, o 10 aparells F-35B o Harrier quan actuï amb perfil de missió de portaavions, quelcom de vital importància després de la retirada al febrer de 2013 del portaavions Príncep d'Astúries (R-11). Capacitat d'operar fins a 30 aeronaus incloses AV-8B Plus, F-35B, NH-90, SH-3D, CH-47, AB-212. En el futur és possible que Espanya adquireixi unes 20 unitats de l'avió F-35. però no abans de 2034, data fins a la qual s'ampliarà la vida útil dels Harrier.

### Propulsió

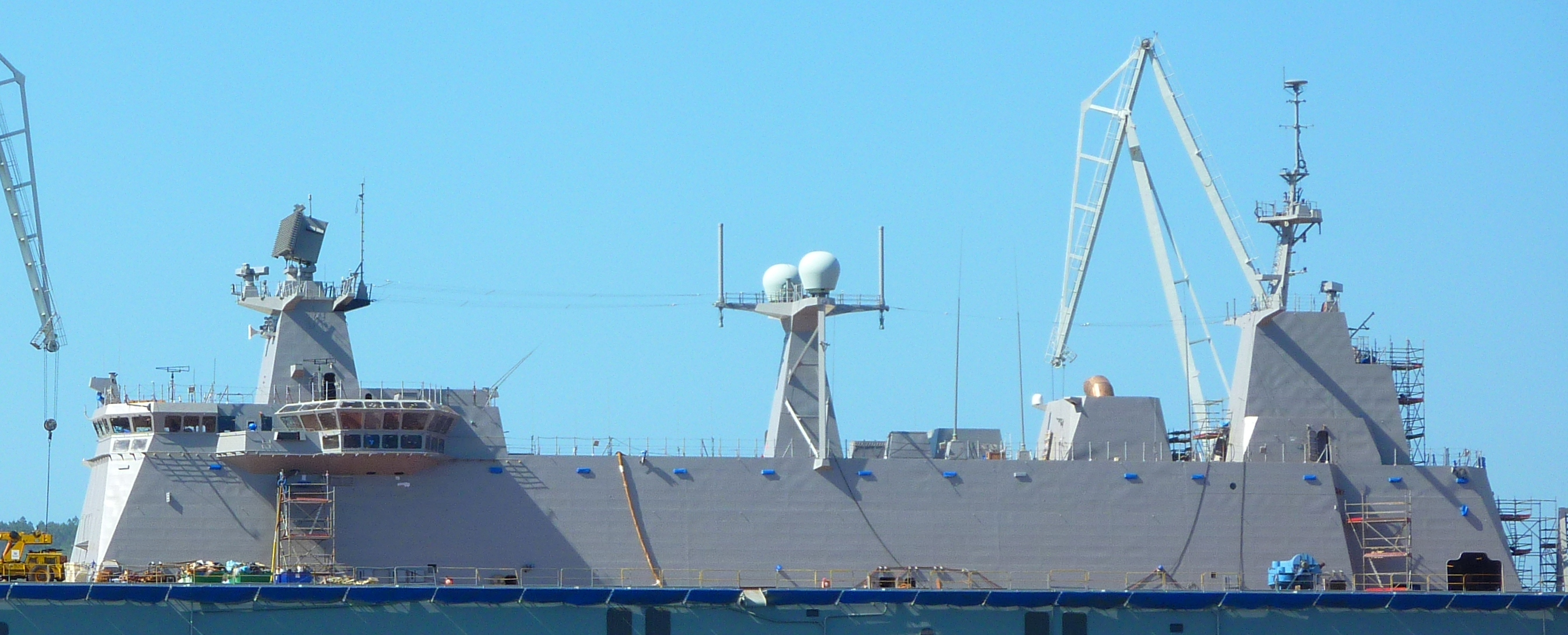
Superestructura

És el primer vaixell en el qual l'Armada empra una versió millorada de propulsió dièsel-elèctrica. La planta motriu és una turbina de gas de 19,75 MW i dos generadors dièsel de 7,86 MW. Compta amb dos POD de 11 MW cadascun amb dues hèlixs de pales fixes de ø4,5 m. Té una autonomia de 9.000 milles a 15 nusos i una velocitat màxima sostinguda de 19,5 nusos en operacions amfíbies i de 21 nusos en operacions aèries.

## Sistemes

### Sensors
| Sistema                                          | País     | Fabricant      | Notes                                                                              |
| ------------------------------------------------ | -------- | -------------- | ---------------------------------------------------------------------------------- |
| Sistema Integrat de Control de Plataforma (SICP) | Espanya  | Navantia       |                                                                                    |
| Sistema de combat (SCOMBA)                       | Espanya  | Navantia       | originalment sistema AEGIS nord-americà, després substituït per la versió nacional |
| Sistema de navegació DIANA                       | Espanya  | Indra Sistemes | [ 7 ]                                                                              |
| Cònsoles multifunció CONAM                       | Espanya  | Sainsel        | 12 consoles, 2 de tres monitors i 10 de dos monitors                               |
| Sistema de Vigilància Optrónica                  | Espanya  | Tecnobit       |                                                                                    |
| Radar principal                                  | Espanya  | Indra Sistemes | model LLANÇA-N                                                                     |
| Radar de superfície                              | Espanya  | Indra Sistemes | model ÀRIES-Nav                                                                    |
| Radar secundari                                  | Espanya  | Indra Sistemes | model ÀRIES SAAS                                                                   |
| Radar d'aproximació d'aeronaus                   | Espanya  | Indra Sistemes | model ÀRIES PARELL                                                                 |
| Radar ESM/ECM                                    | Espanya  | model Rigel    |                                                                                    |
| IFF                                              | Espanya  | Indra Sistemes | inclosos maneres 5 i manera                                                        |
| Sistema de comunicacions integrades ICCS-5       | Portugal | EID            |                                                                                    |
| Sistemes d'enllaços de dades Link-11 i Link-22   | Espanya  | Tecnobit       |                                                                                    |
| WECDIS                                           | Espanya  | Sainsel        |                                                                                    |
| Sistema de Control de Personal i Material        | Espanya  | GMV            |                                                                                    |

### Armament
| Sistema        | País         | Fabricant         | Notes                                      |
| -------------- | ------------ | ----------------- | ------------------------------------------ |
| Canó automàtic | Estats Units | McDonnell Douglas | 4 muntatges model M242 Bushmaster de 25 mm |
| Metralladores  | Estats Units | Browning Arms     | 4 unitats del model Browning M2 de 12,7 mm |

### Propulsió
| Sistema                                   | País         | Fabricant        | Notes                                   |
| ----------------------------------------- | ------------ | ---------------- | --------------------------------------- |
| CODLAG (COmbined Diesel-eLectric And Gas) |              |                  |                                         |
| Turbina                                   | Estats Units | General Electric | 19.750 kW                               |
| Motors                                    | Espanya      | Navantia         | 2 motors model Navantia-MAN de 7.860 kW |
| Propulsors azimutals                      | Alemanya     | Siemens          | 2 pods de 11.000 kW                     |

## Historial

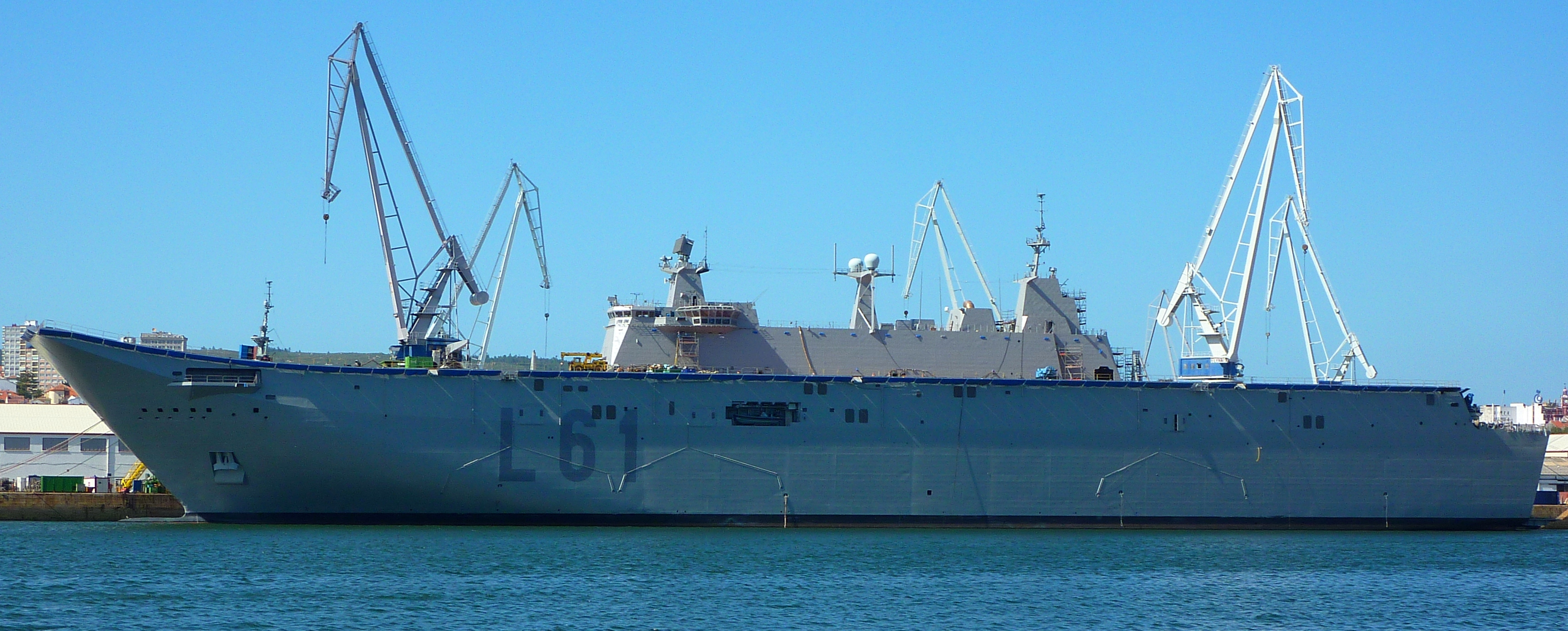
El Juan Carlos I en fase d'acabat, a flotació en la drassana de Navantia-Ferrol (agost de 2009).

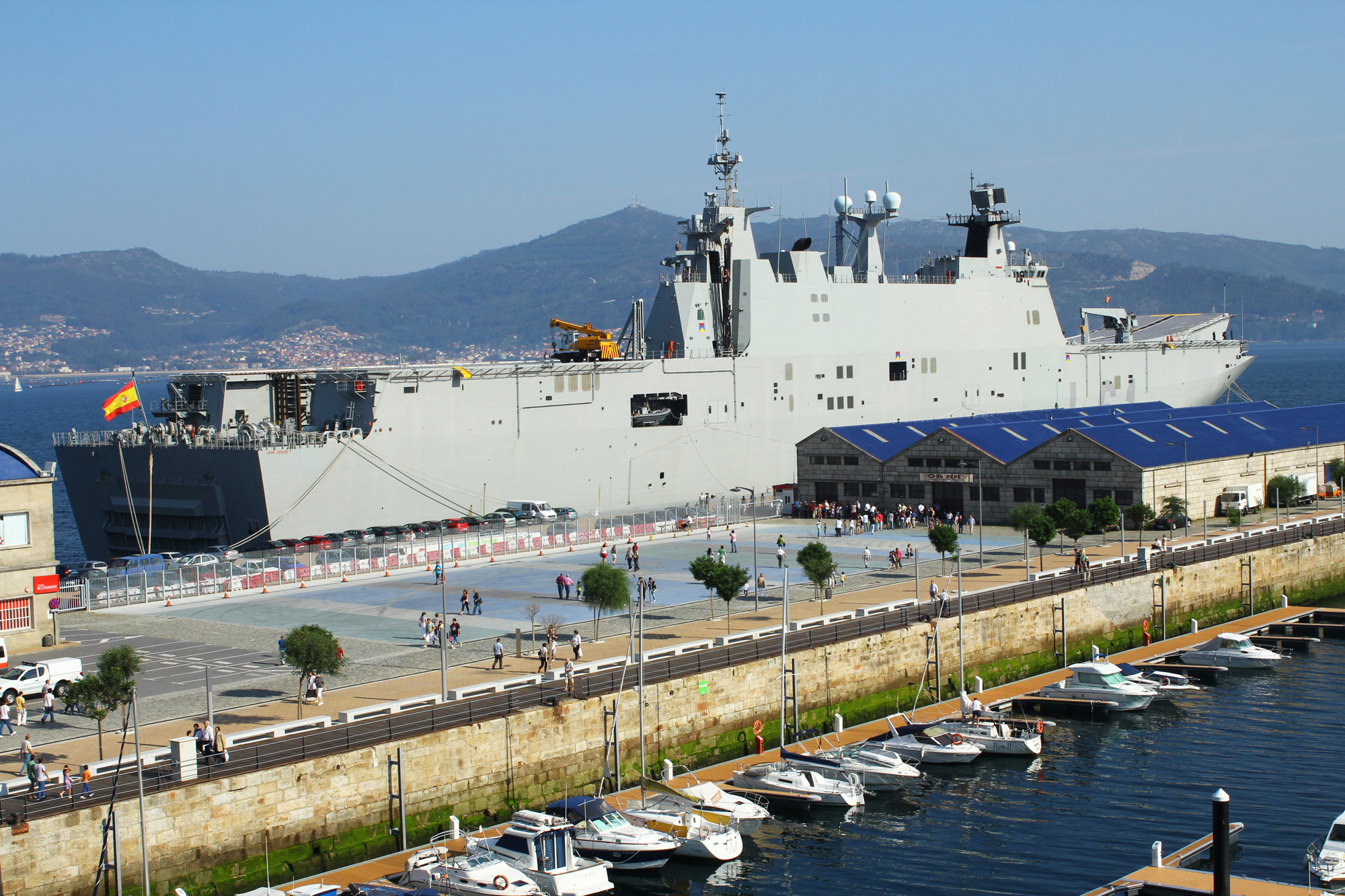
El Juan Carlos I atracat en el Port de Vigo.

Es va avarar, tal com era previst, el 10 de març de 2008, just després de les eleccions generals en presència dels reis d'Espanya. Succeeix a les anomenades «banyudes», Hernán Cortés (L-41), i Pizarro (L-42), tots dos tipus LST, vaixells de desembarcament de tancs de la «Classe Newport», que seran donades de baixa tant per que eren vells i els costs operatius eeren molt alts. El 18 d'abril de 2008 a primera hora del matí, quan era atracat en procés d'armament, a la fase final de la construcció, en els molls de Navantia, es va trencar el cable d'amarrament de popa a causa del fort vent. El vaixell, que té un puntal de 27 metres, va quedar a la deriva i va començar a separar-se del moll d'armament. El contratemps va ser resolt amb el concurs de cinc remolcadors que el van retornar al seu lloc.

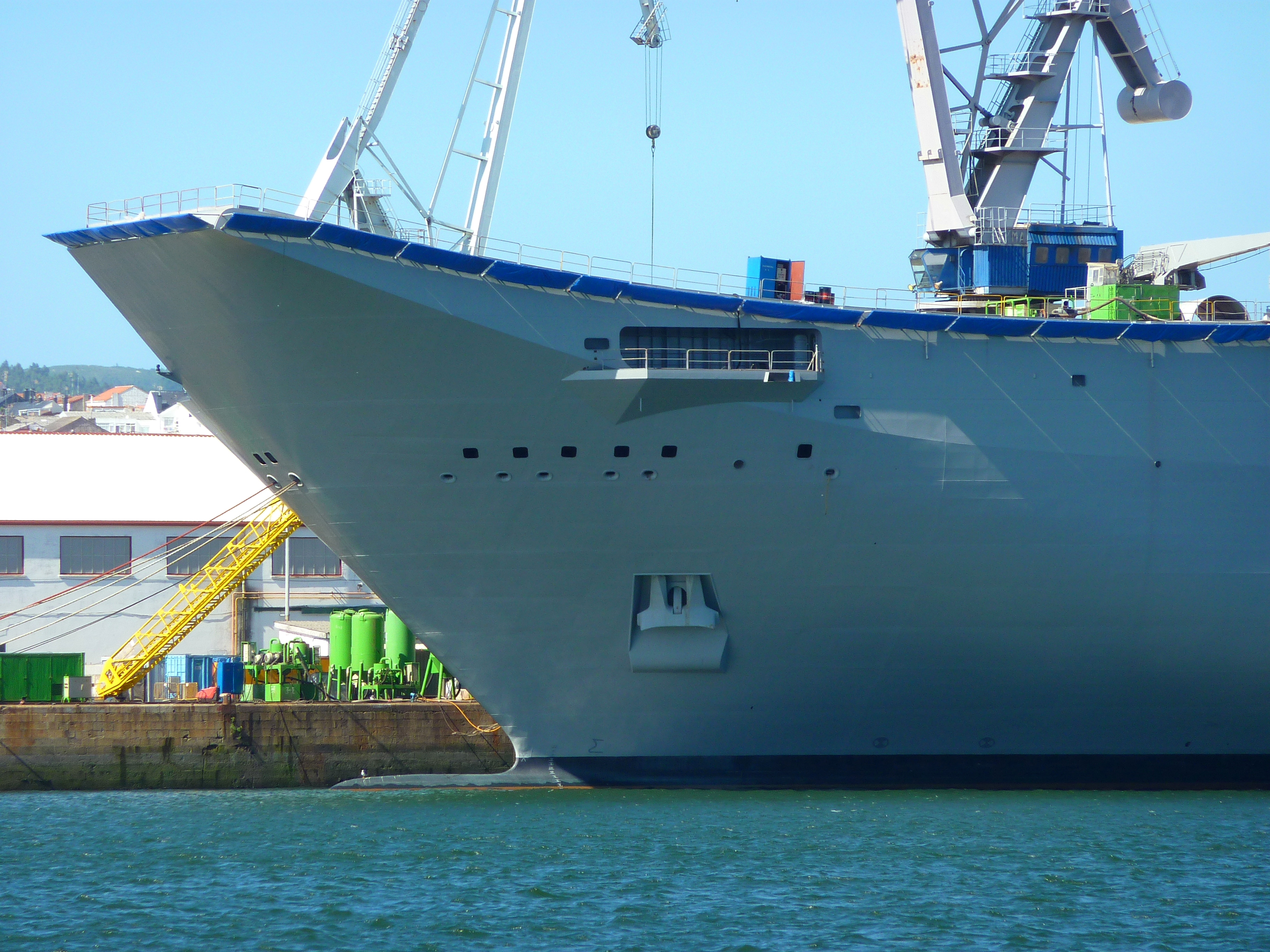
Detall del ski-jump.

El 22 de setembre de 2009, ajudat per dos remolcadors, es va fer a la mar per primera vegada per realitzar les seves primeres proves en mar obert. Al febrer de 2010 es va instal·lar el nou motor després que un dels dos motors resultés avariat en l'estiu de 2009 pel mal funcionament d'un motor auxiliar. El 24 de maig de 2010 van començar les últimes proves en alta mar,que es van donar per finalitzades el 2 de juny de 2010.S'esperava que fos lliurat a l'Armada el 24 de juny,no obstant això, la política de retallada de la despesa pressupostària del govern en general i de Defensa en particular van motivar que el Ministeri dilatés al màxim els terminis de lliurament. Igualment, en les primeres proves, es van detectar problemes de cavitació en les pales de les dues hèlixs davanteres, que van ser redissenyades. Després muntar-les,  es van fer noves proves en la mar entre el 24 i el 25 d'agost a unes 15 milles entre Ferrol (La Corunya) i La Corunya, amb el suport de la fragata Álvaro de Bazán. Va ser lliurat oficialment a l'Armada Espanyola el 30 de setembre de 2010. El 20 d'octubre de 2010, va salpar del port de Ferrol, per a després d'efectuar dos dies de proves en aigües gallegues, amb rumb a la seva base de Rota, on va arribar el 24 d'octubre de 2010.

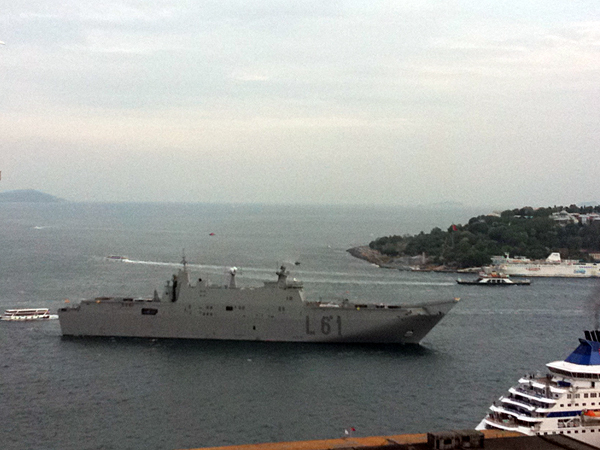
El Juan Carlos I a Istanbul al maig de 2011.

Al febrer de 2011, va participar en els exercicis ADELFIBEX 01/11 en aigües de la Badia de Cadis al costat del Castella, al Pizarro i 6 embarcacions LCM-1I del grup naval de platja, així com unitats de la Brigada d'Infanteria de Marina. Durant aquests exercicis, el 8 de febrer a les 10.51 hores, es va produir el primer aterratge d'un helicòpter a bord, en concret un SH-3D Sigui King de la tercera esquadrilla. El 2 de maig de 2011, va salpar de la seva base per començar el seu creuer de resistència, amb data de finalització prevista l'11 de juny; aquest mateix dia, es va produir el primer aterratge d'un Harrier AV-8B de la 9a. esquadrilla. En el transcurs d'aquest creuer, va tocar els ports de Las Palmas de Gran Canaria, Cartagena (Múrcia), Tolón (França), Istanbul (Turquia) i Ceuta. Va arribar a Las Palmas el 6 de maig de 2011, romanent en el citat port fins al diumenge 8 de maig. Va romandre a Cartagena (Múrcia) entre el 13 i el 15 de maig, el 24 i 25 de maig a Maó (Balears), del 29 de maig al 3 de juny a Istanbul i del 9 a l'11 de juny a Ceuta. El 22 d'agost, va salpar des de la seva base de Rota amb rumb a aigües gallegues, per sotmetre's a obres de final de garantia, fent escala a Ferrol (La Corunya) i Vigo (Pontevedra).
Entre desembre de 2011 i gener de 2012, va realitzar a Rota (Cadis) l'avaluació operativa amb helicòpters Boeing CH-47 Chinook, consistent en proves de càrrega, transport, moviment en coberta de vol i hangars amb els mitjans disponibles a bord, així com d'operació. Per a aquestes proves es va utilitzar un helicòpter pertanyent a les FAMET. En el transcurs d'un viatge d'instrucció de guardiamarines i aspirants iniciat a Ferrol (La Corunya) el 8 de juny, entre el 17 i el 22 de juny, va participar en aigües de Rota al costat del Galícia i la Numància en l'exercici amfibi MARFIBEX,
fent escala a Alacant els dies 30 de juny i 1 de juliol, on en la seva coberta de vol, van jurar bandera quatre-cents civils. Posteriorment va salpar amb rumb a Cartagena (Múrcia) i Lisboa (Portugal), estant previst que finalitzes el seu desplegament a Rota el 13 de juliol de 2012. Després de participar en l'exercici ADELFIBEX 03/12 en aigües de la badia de Cadis va realitzar una avaluació operativa amb unitats de les FAMET amb helicòpters Eurocopter EC665 Tigre i Eurocopter AS 532 Cougar, i posteriorment, a mitjan novembre, va participar al costat del Galícia en l'exercici COPEX-2012, juntament amb unitats de l'Exèrcit de Terra.
El 17 de setembre de 2013, va rebre de mans de la reina Sofia la seva bandera de combat en el port de Cadis en presència del ministre de defensa, Pedro Morenés i de l'Almirall Cap de l'Estat Major de l'Armada (Aljema), Manuel Rebollo García.
El 18 de juny de 2014, es va produir a bord el primer aterratge a coberta d'un convertiplà Osprey MV-22B del Cos de Marines dels Estats Units durant una prova realitzada en aigües de la badia de Cadiz. El 25 d'agost va partir des de l'interior del vaixell la tercera etapa de la Tornada Ciclista a Espanya amb el recorregut Cadis-Arcs de la Frontera.
A mitjan octubre de 2014 va participar en aigües de Cartagena en l'exercici de l'OTAN Noble Mariner-14, al costat d'altres 24 vaixells de superfície i 6 submarins de 16 països. El 12 de gener de 2015 va entrar en el dic sec propietat de Navantia de la drassana de Port Real, per a la primera varada, amb una durada prevista de mes i mig i en la qual es va sotmetre a tasques de manteniment, acabant el 20 de febrer de 2015. A l'octubre de 2015 va participar en els exercicis multinacionals «Trident Juncture 2015», que van tenir lloc a Espanya, Itàlia i Portugal.

## Exportacions
La primera a mostrar el seu interès va ser l'Armada de Bèlgica, que va considerar la compra d'una unitat, arribant la llavors Izar a publicar un dibuix del vaixell amb helicòpters Sikorsky SH-3 Sigui King amb el característic camuflatge dels exemplars belgues sobre la coberta, encara que finalment va descartar l'adquisició per motius pressupostaris.

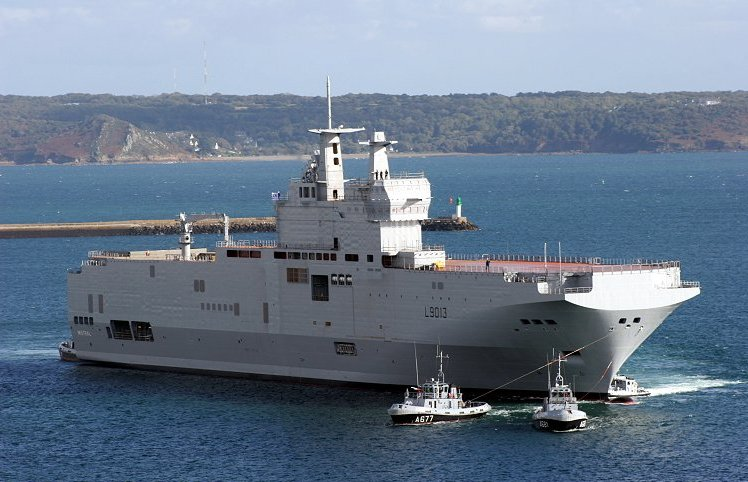
El vaixell francès Mistral, en el disseny del qual s'ha basat la proposta que ha competit amb l'espanyola en el concurs de l'Armada Australiana i en el de la russa.

D'altra banda, després d'una competència molt llarga amb la proposta francesa, una versió modificada de la Classe Mistral, similar al disseny espanyol però lleugerament més petit (24 000 tones a plena càrrega), el Primer Ministre d'Austràlia va anunciar en 2007 que l'Armada del seu país adquiriria dues naus basades en el disseny del Juan Carlos I, conegudes com a Classe Canberra, el HMAS Canberra i el HMAS Adelaide. Va ser un assoliment molt important, que s'acreix pel fet que el seu competidor fos un vaixell en servei des de l'any anterior, mentre que l'espanyol era tan sol un projecte, però la seva neta superioritat enfront del model de Armaris (DCNS) -opinió generalitzada en l'ambient naval- va inclinar la balança al seu favor. El contracte ascendeix a 1.411,6 milions de €, dels quals 915 són per Navantia, que, a més d'encarregar-se del disseny i la major part de la construcció dels vaixells, subministrarà també equips de motors i el sistema integrat de control de la plataforma. El buc d'aquestes naus es construirà en Navantia-Ferrol-Fene, amb l'excepció de les superestructures. Posteriorment, seran conduïdes a Austràlia, on seran finalitzades per BAE Systems Austràlia (abans Tenix Defence), soci local de Navantia. Es calcula que al voltant del 80% del programa s'executarà a Espanya, la qual cosa suposarà per Navantia 9.347.700 hores de treball, d'elles 9 300 000 hores per a la drassana de Ferrol-Fene, 24.000 hores per a la Unitat de Motors de Cartagena (Múrcia) i 23.700 hores per a Sistemes FABA de Sant Fernando (Cadis). El seu grau de similitud amb el vaixell espanyol serà molt alt, sent les principals diferències el sistema de combat i alguns equips, modificats per complir amb les normatives australianes, especialment de caràcter mediambiental. El HMAS Canberra va entrar en servei el 28 de novembre del 2014 i el HMAS Adelaide el 4 de desembre del 2015.
Al setembre de 2009, Rússia va convidar a Navantia a participar en el concurs per dotar-se de quatre naus portahelicópters, encara que finalment el disseny francès Mestral va ser l'escollit. L'Armada Noruega, que busca fer-se amb un vaixell d'aquestes característiques, ha declarat per mitjà del seu responsable que Navantia és un candidat "molt bé posicionat" per al contracte. Uns altres potencials compradors identificats per la mateixa drassana són Xile, Sud-àfrica, Malàisia.
Turquia va començar un concurs per a la construcció d'un vaixell de tipus LHD, que serà fabricat en les seves pròpies drassanes al quale Navantia va presentar el seu disseny basat en el L-61. Al maig de 2011 el L-61 es va desplaçar fins a Turquia per ser presentat a les autoritats locals. El 29 de desembre de 2013 l'Armada de Turquia va seleccionar Navantia perquè, al costat del seu soci local, Sedef, construís el TCG Anadolu (L-408) de tipus LHD basat en el Juan Carlos I i quatre llanxes de desembarcament, que suposaran en conjunt 800.000 hores de treball per a les drassanes espanyoles. Navantia aporta el disseny, transferència de tecnologia, equips i assistència tècnica per a la construcció a Turquia, així com els motors, la turbina i el sistema integrat de control de plataforma, entre altres sistemes.